# Brestice, Bileća
Brestice so naselje v občini Bileća, Bosna in Hercegovina. 

## Deli naselja
Brestice, Donje Brestice, Gornje Brestice in Nemanjice.

## Prebivalstvo
| Pregled števila prebivalcev po letih | Pregled števila prebivalcev po letih | Pregled števila prebivalcev po letih | Pregled števila prebivalcev po letih | Pregled števila prebivalcev po letih | Pregled števila prebivalcev po letih |
| ------------------------------------ | ------------------------------------ | ------------------------------------ | ------------------------------------ | ------------------------------------ | ------------------------------------ |
| 1948                                 | 1953                                 | 1961                                 | 1971                                 | 1981                                 | 1991                                 |
| -                                    | -                                    | -                                    | 83                                   | 56                                   | 41                                   |

| Narodna sestava prebivalstva po letih                                                                                  | Narodna sestava prebivalstva po letih                                                                                    | Narodna sestava prebivalstva po letih                                                                                    |
| --- | --- | --- |
| 1971 | 1981 | 1991 |
| . skupaj: 83 Srbi 83 (100 %) Hrvati 0 (0,00 %) Muslimani 0 (0,00 %) Jugoslovani 0 (0,00 %) drugi in neznano 0 (0,00 %) | . skupaj: 56 Srbi 53 (94,64 %) Hrvati 0 (0,00 %) Muslimani 0 (0,00 %) Jugoslovani 3 (5,35 %) drugi in neznano 0 (0,00 %) | . skupaj: 41 Srbi 40 (97,56 %) Hrvati 0 (0,00 %) Muslimani 0 (0,00 %) Jugoslovani 0 (0,00 %) drugi in neznano 1 (2,43 %) |